# Lucy-Anne Holmes
Lucy-Anne Holmes é uma autora, atriz e ativista britânica. Ela é mais conhecida por fundar a campanha No More Page 3, em 2012, para convencer os editores a parar de publicar imagens de modelos femininas glamourosas em topless na terceira página dos tablóides, pelo qual a BBC a reconheceu como uma de suas 100 mulheres mais inspiradoras do mundo, em 2014. Ela mora em Hertfordshire com seu parceiro e seu filho. Ela cresceu em uma família católica e agora é quaker.
Lucy-Anne é autora de vários livros: 50 maneiras de encontrar um amante (Pan, 2009); A Namorada (Im)Perfeita (Pan, 2010); Ao contrário de A Virgin (Sphere, 2011); Just a Girl Standing in Front of a Boy (Sphere, 2014), vencedor do prêmio 'Rom Com of the Year 2015' da Associação de Romancistas Românticos; How To Start A Revolution (Transworld Digital, 2015) – descreveu como fazer a mudança acontecer e a história da campanha No More Page 3; e Don't Hold My Head Down (Unbound, 2019) – um livro de memórias sobre sexo. Em 2021, foi publicado seu livro Mulheres no topo do mundo: o que as mulheres pensam quando estão fazendo sexo, escrito após entrevistar 51 mulheres em todo o mundo.

## Ator
Teatro
| datas | Título                   | Papel            | Local          | Notas                                             | Ref.   |
| ----- | ------------------------ | ---------------- | -------------- | ------------------------------------------------- | ------ |
| 2005  | A história da Filadélfia | membro do elenco | Velho Vic      |                                                   | [ 13 ] |
| 2006  | Fedra                    | Ismene           | Armazém Donmar | Retrabalho de Frank McGuiness "depois de Racine " | [ 14 ] |
| 2007  | Tudo sobre minha mãe     | Isabel           | Velho Vic      |                                                   | [ 15 ] |

Televisão e Cinema
| Ano  | Filme                                  | Papel                      | Notas                                     | Ref.   |
| ---- | -------------------------------------- | -------------------------- | ----------------------------------------- | ------ |
| 2005 | Assassinatos de Midsomer (série de TV) | Operária                   | Episódio "Molho para o Ganso"             | [ 16 ] |
| 2006 | Assassinatos de Midsomer (série de TV) | Polly                      | Episódio "Quatro Funerais e um Casamento" | [ 17 ] |
| 2007 | Julgamento e Retribuição (Série de TV) | Leanne Taylor              | Episódio "Curriculum Vitae: Parte 1"      | [ 18 ] |
| 2012 | ROFLMAO (curta)                        | Susana                     |                                           | [ 19 ] |
| 2013 | A Guerra de Foyle (série de TV)        | Evelyn Greene (mais jovem) | Episódio "A Gaiola"                       | [ 20 ] |